# Mariama Signaté
Mariama Signaté (* 22. Juli 1985 in Dakar, Senegal) ist eine ehemalige französische Handballspielerin.

## Karriere
Signaté begann im Jahr 1990 das Handballspielen in Toulon. Anschließend spielte die Rückraumspielerin zwischen 2003 und 2005 in Le Havre. Ihre nächste Station war Fleury-les-Aubrais, wo sie drei Jahre spielte. Im Jahr 2008 schloss Signate sich HBC Nîmes an, mit dem sie ein Jahr später den EHF Challenge Cup gewann. Im Sommer 2010 wechselte Signaté zum dänischen Erstligisten Aalborg DH. Nach einer Saison in Dänemark schloss sie sich dem französischen Verein Issy Paris HB an. Im Sommer 2014 unterschrieb sie einen Vertrag beim ungarischen Erstligisten ÉTV-Érdi VSE. Im Jahre 2018 wechselte sie zum französischen Erstligisten Chambray Touraine Handball. Dort beendete sie nach der Saison 2018/19 ihre Karriere.
Signaté absolvierte 147 Partien für die französische Auswahl, in denen sie 424 Treffer erzielte. Mit der französischen Équipe nahm die Rechtshänderin 2008 an den Olympischen Spielen in China und 2012 in London teil. Ein Jahr später nahm Signaté an der Weltmeisterschaft teil, wo sie Vizeweltmeisterin wurde. Signaté wurde darüber hinaus in das Allstar-Team der Weltmeisterschaft gewählt. Die Französin nahm weiterhin an der Weltmeisterschaft 2013 teil.